# Kampfgeschwader zur besonderen Verwendung 3
Kampfgeschwader zur besonderen Verwendung 3 (dobesedno slovensko: Bojni polk za posebne namene 3; kratica KG z.b.V. 3) je bil transportni letalski polk (Geschwader) v sestavi nemške Luftwaffe med drugo svetovno vojno.
Maja 1943 je bil polk preimenovan v Transportgeschwader 2.

## Organizacija
- štab
- I. skupina
- II. skupina
- III. skupina

## Vodstvo polka
Poveljniki polka (Geschwaderkommodore)
- Generalmajor Ulrich Buchholz: 1. februar 1941
- Oberst Theodor Beckmann: 1. februar 1943